# 天津市杨柳青第一中学
天津市杨柳青第一中学，简称杨柳青一中，曾名天津市杨柳青中学，位于天津市西青区杨柳青镇崇文道88号，是隶属于西青区教育局的天津市市级重点中学。
杨柳青一中，始建于1944年，原校名为杨柳青私立育青商职学校。1962年，因行政区划调整，杨柳青镇由河北省被划入天津市管辖，改为“天津市杨柳青中学”。